# Südbüscheleule
Die Südbüscheleule oder Südliche Weißgesichtseule (Ptilopsis granti) ist eine mittelgroße Eulenart aus der Familie der Eigentlichen Eulen (Strigidae).

## Etymologie
Der Gattungsname leitet sich von den griechischen Wörtern πτιλον ptilon ‚Feder‘ und οψις opsis ‚Gesicht‘ ab. Der Artname ist dem schottischen Ornithologen William Robert Ogilvie-Grant gewidmet, der als erster die Südliche Weißgesichtseule als eigenständiges Taxon wahrnahm. (siehe taxonomische Geschichte).

## Merkmale und Verhalten
Sie erreicht eine Körperlänge von 24 bis 28 Zentimetern, eine Flügelspannweite von 60 bis 66 Zentimetern (Einzelflügellänge ca. 20 Zentimeter) sowie ein Gewicht von 190 bis 275 Gramm. Männchen sind üblicherweise ein wenig kleiner und leichter als Weibchen.
Äußerlich ähnelt die Südliche Weißgesichtseule stark ihrer Schwesterart, der Nördlichen Weißgesichtseule (Ptilopsis leucotis): Das Federkleid ist allgemein bräunlich-grau, das Gesicht hellgrau bis weiß mit auffälliger schwarzer Umrandung. Auffällig und lang sind auch die Ohrbüschel (namensgebend für die Gattung). Bei einem Großteil des Deckgefieders weisen die Federn einen dunklen Schaft sowie eine dunkle Querstrichelung der Fahne auf. Die Schwung- und Schwanzfedern zeichnen sich durch ein Muster aus breiten hellen und dunklen Querstreifen aus. Von ihrer nördlichen Schwesterart unterscheidet sie sich vor allem akustisch, durch ihren andersartigen Ruf.
Wie die meisten Eulen ist die Südliche Weißgesichtseule nachtaktiv.
Bei Gefahr plustert sich die Südliche Weißgesichtseule entweder stark auf, um größer zu wirken (bei geringfügig größeren Feinden), oder sie erstarrt, streckt sich, legt sämtliches Gefieder eng an den Körper (einschließlich des Kopfgefieders, das u. a. für das typisch breite und flache „Eulengesicht“ verantwortlich ist) und zieht die Augen zu schmalen Schlitzen zusammen, sodass ihr Körper, unterstützt durch die Gefiederzeichnung, einem Aststumpf ähnelt (bei deutlich größeren Feinden). 
Die Lebenserwartung in freier Wildbahn beträgt ca. 8 Jahre und in menschlicher Obhut ca. 10 Jahre, in Ausnahmefällen bis zu 30 Jahre.

## Verbreitung und Lebensraum
Die Südliche Weißgesichtseule ist über weite Teile Subsahara-Afrikas südlich des Äquators verbreitet. Sie bevorzugt offenes, jedoch noch mit Bäumen und Büschen bestandenes Gelände von Savannen und lichten Trockenwäldern und meidet Wüsten und dichte Wälder.

## Ernährung
Als Nahrung erbeutet sie große Insekten und deren Larven, Spinnen, Skorpione, kleine Reptilien, Vögel und Kleinsäuger. Wie faktisch alle Eulen ist sie ein ausgesprochener Ansitzjäger, dessen Seh- und Gehörsinn sehr hoch entwickelt ist.

## Fortpflanzung
Die Südliche Weißgesichtseule ist streng monogam. Die Eiablage erfolgt vorzugsweise im Juli und August. Das aus zwei bis vier Eiern bestehende Gelege wird in einer Baumhöhle oder in verlassenen Nestern kleiner Greifvögel ca. 30 Tage lang ausgebrütet. Auch brütet bei dieser Eulenart zeitweise das männliche Tier. Die ersten Wochen nach dem Schlupf der Küken werden diese ausschließlich vom Männchen gefüttert.

## Systematik und taxonomische Geschichte
Die Südliche Weißgesichtseule wurde im Jahre 1910 vom deutschen Ornithologen Paul Kollibay mit der Intention einer Bereinigung nomenklatorischer Probleme als die Unterart Pisorhina leucotis granti  I benannt. Kollibay vergab den neuen Namen, da das von William Robert Ogilvie-Grant 1906 für diese von ihm erkannte Unterart verwendete Epitheton erlangeri  II bereits 1904 von Victor von Tschusi zu Schmidhoffen an eine seinerzeit in die gleiche Gattung gestellte Unterart (Pisorhina scops erlangeri) der Zwergohreule (heute Otus scops) vergeben war.
Die Weißgesichtseulen sind nach Verwandtschaftsanalysen auf Basis von Vergleichen des mitochondrialen Gens Cytochrom b enger mit den Ohreulen (Asio) III als mit den Zwergohreulen (Otus), bei denen sie bis in die 1990er Jahre geführt wurden, verwandt. Daher werden sie mittlerweile in ihre eigene Gattung (Ptilopsis) IV gestellt.
Der taxonomische Status der Südlichen Weißgesichtseule ist bis heute unklar. Traditionell wird sie nach wie vor als Unterart der Weißgesichtseule (Ptilopsis leucotis, vormals Otus leucotis) betrachtet. Die Abgrenzung als eigene Art erfolgte, weil für die Rufe innerhalb der Unterart Otus leucotis granti eine solch hohe geographische Variabilität festgestellt wurde, wie sie sonst innerhalb der Art Otus leucotis als Kriterium zur Unterscheidung von Unterarten galt. Die Abtrennung als eigene Art ist aber nicht allgemein anerkannt.